# Víktor Reverdatto
Víktor Vladímirovitx Reverdatto (en rus Виктор Владимирович Ревердатто), va néixer el 5 de juny de 1891 a Khàrkiv i va morir 14 de març de 1969 a Tomsk, va ser un botànic soviètic especialitzat en flora siberiana. Vas ser doctor en biologia (1935), professor universitari (1925) i guanyador del premi Stalin (1947) i autor de nombroses publicacions sobre plantes medicinals i la història de la flora.

## Carrera
Víktor Reverdatto va néixer a Kharkov. El seu pare, un ciutadà francès, es va convertir en un subjecte de l'Imperi Rus el 1892 i va ocupar el lloc de jutge de pau a Novonikolayevsk. Va morir de tifus durant la guerra civil russa el 1920 a la presó de la Txekà. La seva mare, russa d'ascendència noble, va ser professora de secundària. Va morir el 1941. Viktor Reverdatto va esdevenir un subjecte de l'Imperi Rus el 1913, a la seva majoria.

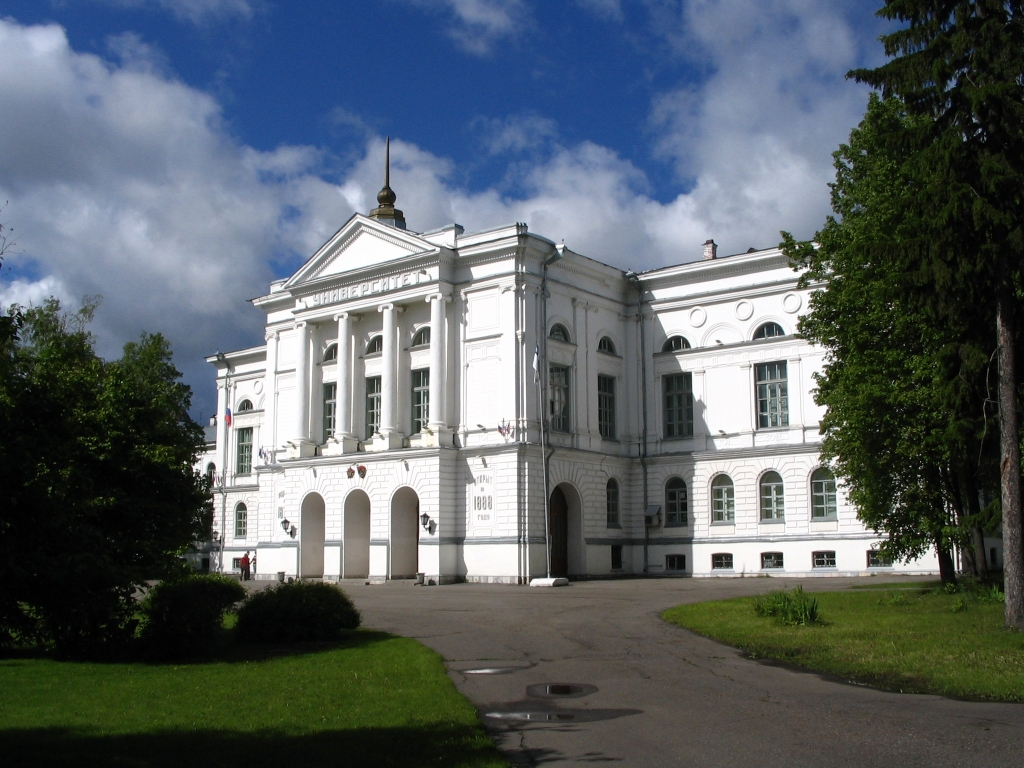
Façana de la universitat estatal de Tomsk

A partir de 1919, Reverdatto va ser professor de la càtedra de botànica de l'institut de biologia de la Universitat Estatal de Tomsk, on es va convertir en professor el 1925 i després degà i prorector. Va fundar allà la càtedra de geobotànica i va dirigir investigacions en geologia botànica per als sovkhozos que es van establir. De 1924 a 1937, va organitzar expedicions botàniques a Khakàssia.
El 1927 va ser nomenat director del jardí botànic de Sibèria després de la marxa del professor Krilov i el 1935 director del flamant institut de recerca i estudis biològics dependents de la universitat de Tomsk, els recursos de la qual provenen de la Sibèria occidental i de la Sibèria central. Es fixa en qüestions de la història de la formació de plantes a Sibèria.
Entre 1941 i 1945 (durant la guerra), va dirigir la càtedra de farmacognòsia de l'Institut de medicina de Tomsk i hi va fundar un laboratori de recerca sobre plantes medicinals siberianes.
Va rebre el premi Stalin de la 2a classe el 1947 pel desenvolupament de nous preparadors de mètodes d'extracció de plantes medicinals siberianes i el seu ús en l'àmbit mèdic.
Víktor Reverdatto va ser també editor científic de les col·leccions Les noves plantes medicinals siberianes i la seva preparació en medicina.

## Eponímia
Entre les plantes que porten el seu nom, podem distingir les següents espècies:
- Astragalus reverdattoanus Sumnev.
- Delphinium reverdattoanum Polozhij & Revjakina
- Oxytropis reverdattoi Jurtzev
- Poa reverdattoi Roshev.
- Tephroseris reverdattoi (Sobolevsk.) Barkalov
- Thymus reverdattoanus Serg.
- Veronica reverdattoi Krsnob.

## Algunes publicacions
- Наблюдения, проведенные летом 1917 г. в низовьях р. Енисея, и список растений, собранных там. Томск, 1917 [Expédition de l'été 1917 dans le cours inférieur de l'Iénisseï et liste des plantes recueillies]
- Растительные зоны Абаканской степи // Изв. ТГУ. 1924. Т. 7 [Les plantes de la zona de la estepa de l'Abakan]
- Краткий очерк почв и растительности Том. округа и прилегающих р-нов // Тр. Об-ва изучения Том. кр. Томск, 1927. Вып. 10 [Resum dels sòls i plantes de la regió de Tomsk i els seus voltants]
- Приабаканские степи и орошаемые степи в системе р. Абакана в пределах Минусинского и Хакасского окр. Сиб. края. Томск, 1928 [Sobre les estepes de l'Abakan al sistema fluvial d'Abakan a Khakàssia]
- Природа Сибири, 1928 [La natura de Sibèria]
- Растительность Сибири. 1931. Ч. 3. [Les plantes de Sibèria]
- Ледниковые реликты во флоре Хакасских степей, 1935 [Les restes glacials de la flora estepària de Khakàssia]
- Введение в фитоценологию. Томск, 1935. Ч. 1; Совм. с А. П. Сергиевской [Presentació de fitocenologia] en col·laboració amb A. P. Serguievskoi
- Флора Красноярского края, 1960 [La flora del krai de Krasnoiarsk]

### Traduccions a l'anglès
- 1973. The facies of contact metamorphism. Editat per V. S. Sobolev. i traduït del rus per D. A. Brown. vii + 263 pp. ISBN 0-7081-0705-2